# Рабастенс-де-Бигор
Рабасте́нс-де-Биго́р (фр. Rabastens-de-Bigorre, окс. Rabastens de Bigòrra) — коммуна во Франции, находится в регионе Юг — Пиренеи. Департамент — Верхние Пиренеи. Административный центр кантона Рабастенс-де-Бигор. Округ коммуны — Тарб.
Код INSEE коммуны — 65375.

## География

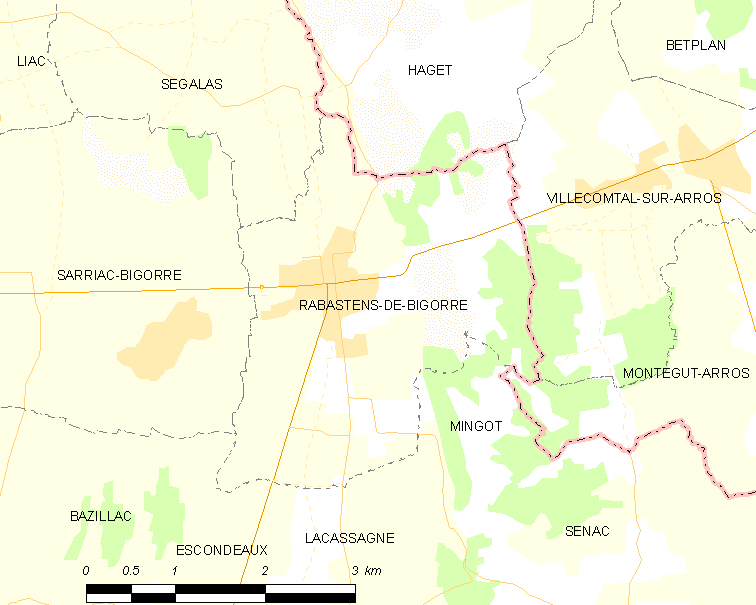
Карта коммуны

Коммуна расположена приблизительно в 640 км к югу от Парижа, в 110 км западнее Тулузы, в 19 км к северу от Тарба.
Коммуна расположена в местности Бигорр. По территории коммуны проходит канал Аларик.

## Климат
Климат умеренно-океанический с солнечной тёплой погодой и обильными осадками на протяжении практически всего года.

## Население
Население коммуны на 2010 год составляло 1439 человек.
| 1962 | 1968 | 1975 | 1982 | 1990 | 1999 | 2010 |
| ---- | ---- | ---- | ---- | ---- | ---- | ---- |
| 1050 | 1083 | 1082 | 1299 | 1284 | 1337 | 1439 |

## Администрация
| Период | Период | Фамилия          | Партия                             | Примечания                           |
| ------ | ------ | ---------------- | ---------------------------------- | ------------------------------------ |
| 1971   | 1989   | Жан-Бернар Жиссо | Объединение в поддержку республики |                                      |
| 1989   | 2008   | Пьер Лалан       | Социалистическая партия            | член генерального совета (1998—2008) |
| 2008   | 2020   | Ален Гийуэ       | беспартийный                       |                                      |

## Экономика
В 2010 году среди 796 человек трудоспособного возраста (15-64 лет) 570 были экономически активными, 226 — неактивными (показатель активности — 71,6 %, в 1999 году было 69,5 %). Из 570 активных жителей работали 496 человек (263 мужчины и 233 женщины), безработных было 74 (32 мужчины и 42 женщины). Среди 226 неактивных 57 человек были учениками или студентами, 92 — пенсионерами, 77 были неактивными по другим причинам.

## Достопримечательности
- Церковь Св. Людовика (XIV век). Исторический памятник с 2012 года[4]

## Фотогалерея

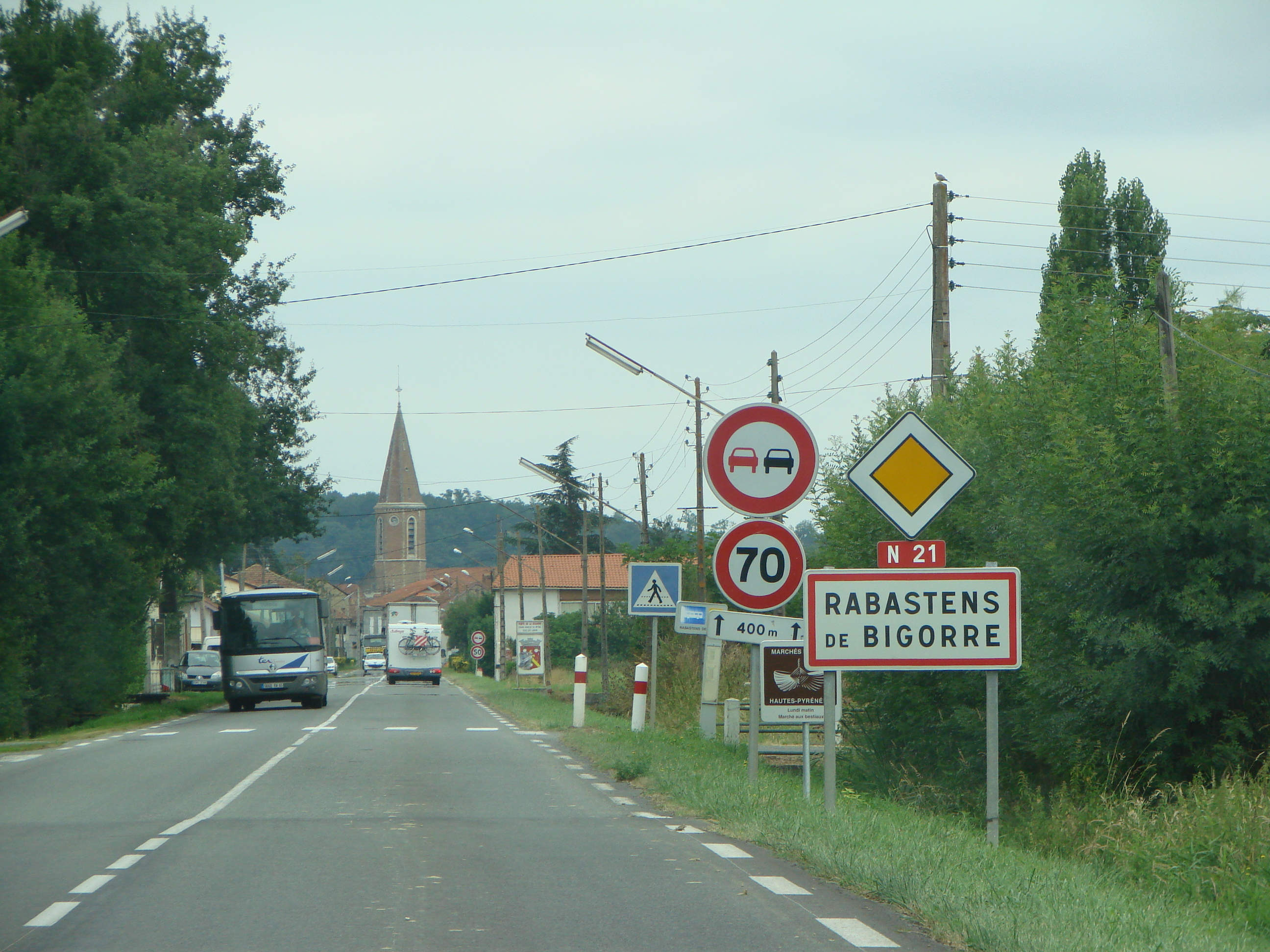
Въезд в Рабастенс-де-Бигор
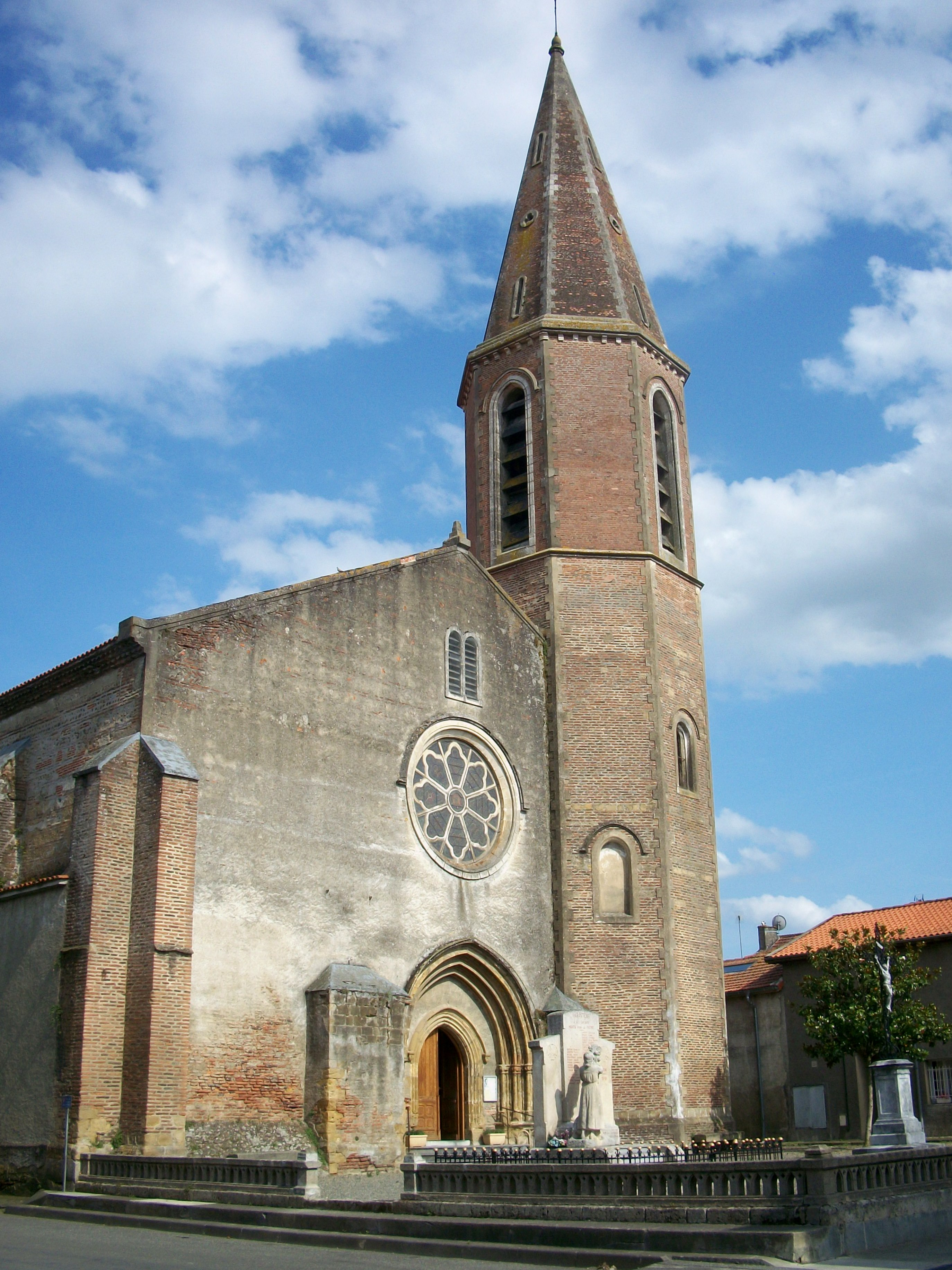
Церковь Св. Людовика
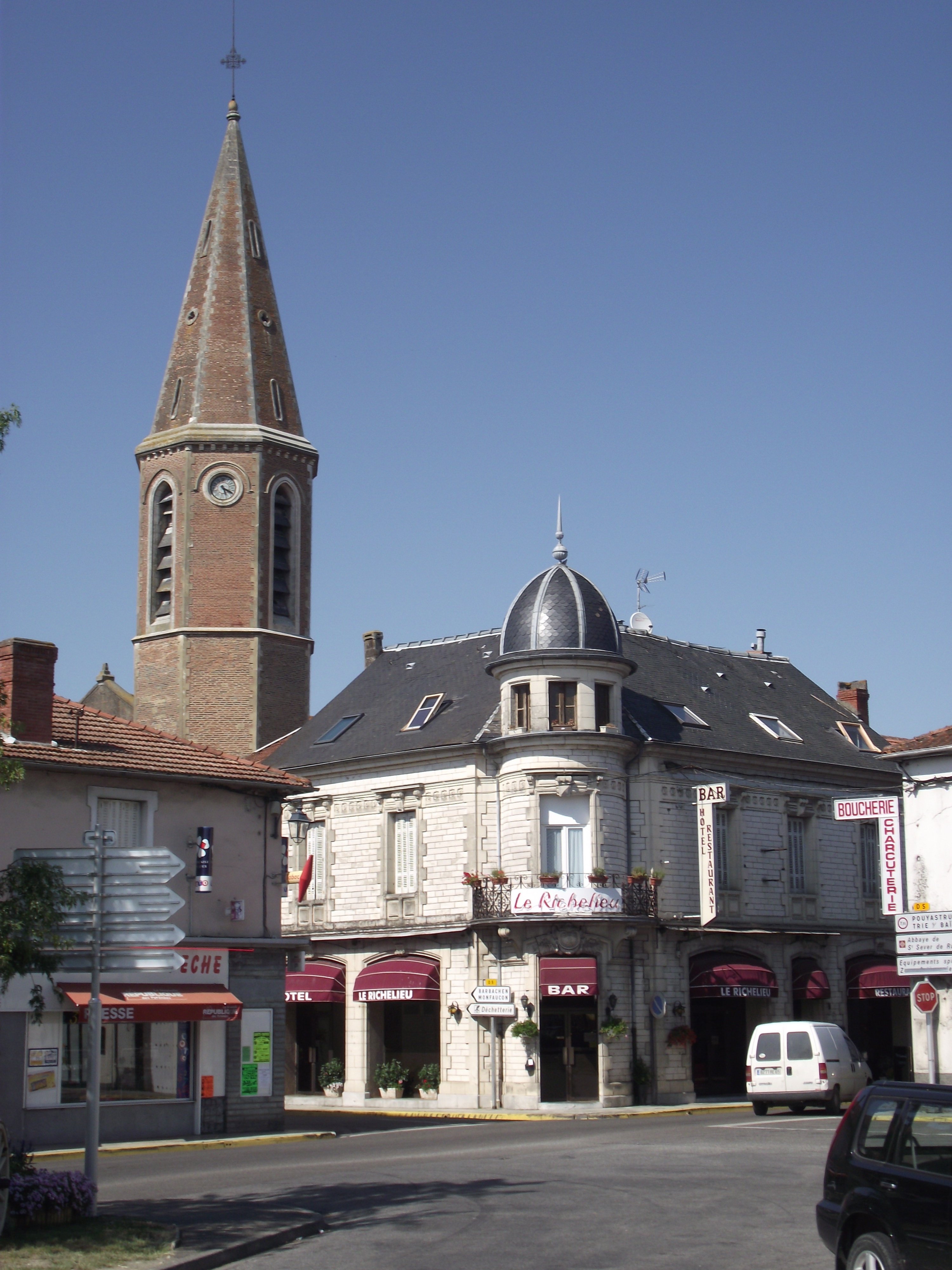
Колокольня церкви и отель «Ришельё»
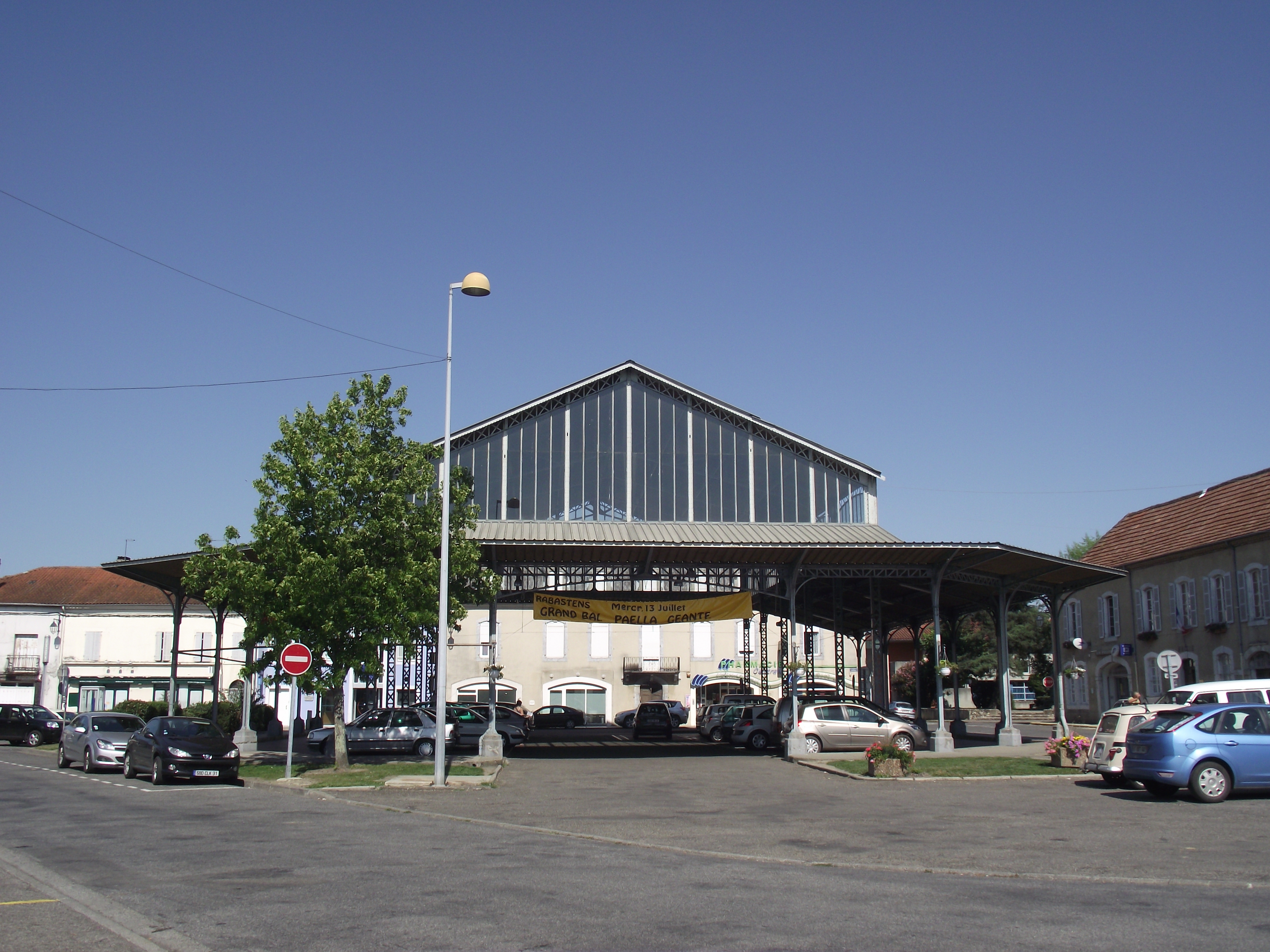
Крытый рынок
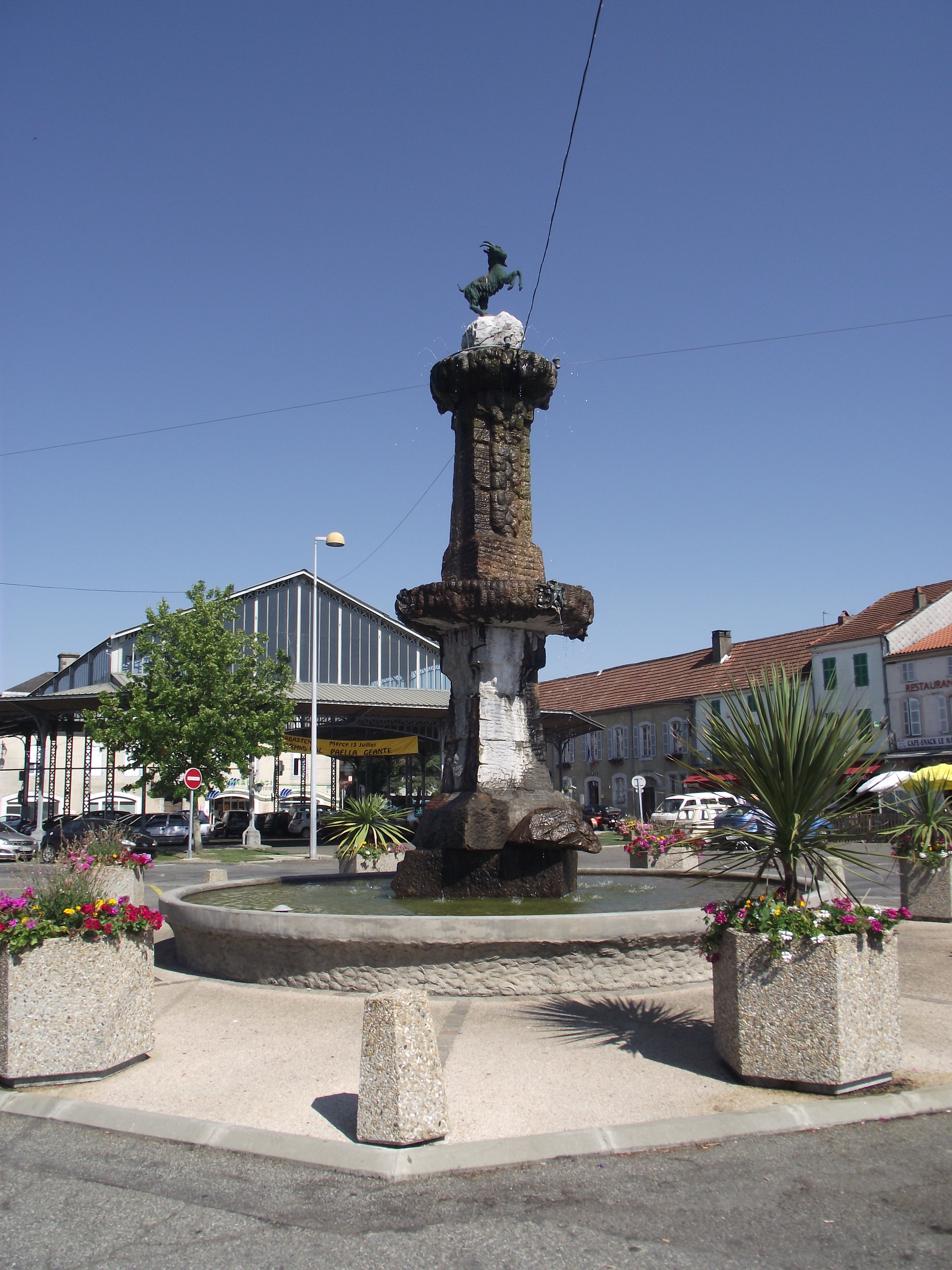
Фонтан
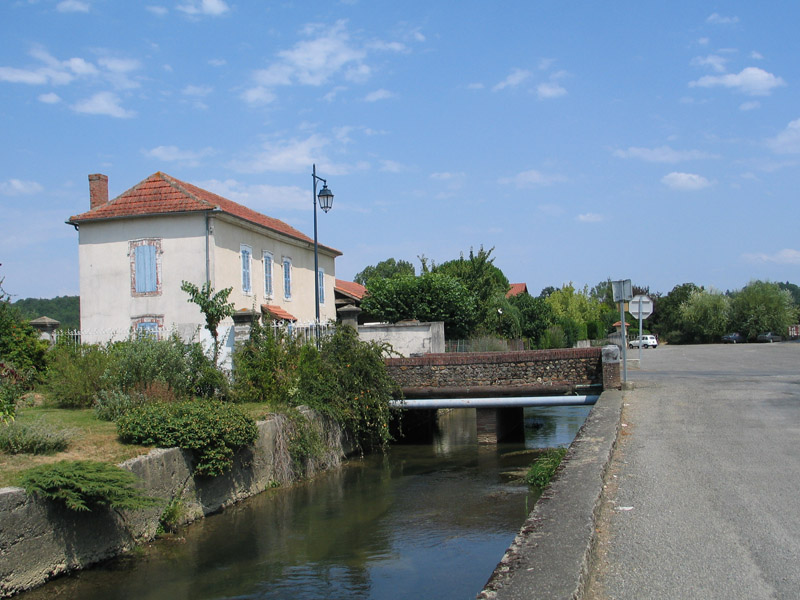
Канал Аларик